# دیگو گرگوری
دیگو گرگوری (انگلیسی: Diego Gregori؛ زادهٔ ۲۶ ژوئیهٔ ۱۹۹۵) بازیکن فوتبال اهل اسپانیا است.